# Finn E. Kydland
Finn Erling Kydland (født 1. december 1943 i Ålgård ved Stavanger) er en norsk økonom. Siden 1978 har han boet i USA. Han er professor ved University of California, Santa Barbara. I 2004 modtog han Nobelprisen i økonomi sammen med Edward C. Prescott "for deres bidrag til dynamisk makroøkonomi: tidskonsistensen i økonomisk politik og drivkræfterne bag konjunkturcykler."

## Baggrund
Finn Kydland voksede op som den ældste af seks børn på en gård i Rogaland i det sydvestlige Norge. Han blev interesseret i matematik og økonomi som ung efter at have hjulpet med regnskaberne på en vens minkfarm. Han uddannede sig ved Norges Handelshøyskole (NHH) i Bergen og ved Carnegie Mellon University i USA, hvorfra han tog en Ph.D.-grad i 1973. Afhandlingens titel var Decentralized Macroeconomic Planning. Derefter var han ansat som adjunkt ved NHH i nogle år, men vendte i 1978 tilbage til USA, hvor han har boet og arbejdet siden. 

## Arbejdsområder
Finn Kydlands hovedinteresseområder inden for økonomien er konjunkturcykler, penge- og finanspolitik og arbejdsmarkedsøkonomi.